# 판사 헴비분
판사 헴비분(태국어: พรรษา เหมวิบูลย์, 1990년 7월 8일~)는 태국의 축구 선수로, 포지션은 센터백. 현재 타이 리그 1의 부리람 유나이티드 FC와 태국 축구 국가대표팀 소속으로 활동하고 있다.